# Leanne Ross
Leanne Ross (Falkirk, 8 luglio 1981) è un'allenatrice di calcio ed ex calciatrice scozzese, di ruolo centrocampista, tecnico del Glasgow City.
Nella seconda parte della sua ultraventennale carriera ha vestito la maglia del Glasgow City, di cui è stata anche capitano, squadra con la quale ha conseguito i maggiori successi, ben 14 titoli di campione di Scozia consecutivi, decidendo di ritirarsi al termine della stagione 2020-2021.
Ha inoltre indossato la maglia della nazionale scozzese dal 2006 al 2017, maturando oltre 100 presenze e contribuendo all'accesso della prima fase finale di un campionato europeo e disputando l'europeo dei Paesi Bassi 2017.

## Carriera

### Giocatrice

#### Club
Nata a Falkirk, in Scozia, inizia a giocare a calcio nella squadra della sua città. Nel 1998, a 17 anni, passa al Newburgh, dove rimane per 9 anni, fino al 2007. Il club in seguito chiuderà i battenti. Nel luglio 2007 si trasferisce al Glasgow City, con cui gioca nella massima divisione scozzese, la Scottish Women's Premier League e in Champions League, dove debutta il 4 settembre 2008, nell'ultima edizione sotto la denominazione di Women's Cup, pareggiando 1-1 nei Paesi Bassi contro l'AZ Alkmaar nel girone. Con le arancionere domina il campionato, laureandosi campione di Scozia per dieci stagioni consecutive, dal 2008 al 2016. In aggiunta, vince sei Coppe di Scozia e sei Coppe di Lega.

#### Nazionale
Agli inizi di carriera colleziona alcune presenze in Under-19, dove però non continua a giocare a causa di un infortunio ad un piede.
Debutta con la nazionale maggiore nel 2006, nelle qualificazioni al Mondiale 2007 in Cina, vincendo 1-0 in casa a Perth contro la Svizzera il 26 aprile.
Il 27 marzo 2010 segna per la prima volta in nazionale, realizzando il definitivo 3-1 all'82' nella gara di qualificazione al Mondiale 2011 in Germania, in trasferta a Tbilisi contro la Georgia.
Il 22 settembre 2013 realizza una doppietta nel successo per 7-2 in trasferta a Tórshavn, contro le Fær Øer nelle qualificazioni al Mondiale 2015 in Canada, segnando le reti del 3-0 e del 5-0 nel primo tempo.
Il 18 dicembre dello stesso anno raggiunge le 100 presenze con la nazionale scozzese, nella sconfitta per 4-3 contro il Cile nel Torneio Internacional de Brasilia.
Nel 2017 il CT della Scozia Anna Signeul la convoca per l'Europeo nei Paesi Bassi, prima partecipazione di sempre delle scozzesi. Chiude la competizione continentale venendo eliminata nel girone con 3 punti, ottenuti vincendo l'ultima gara, 2-1 con la Spagna, dopo le sconfitte con Inghilterra per 6-0 e Portogallo per 2-1. Ross gioca soltanto nell'ultima gara, la vittoria contro le spagnole.
Dopo gli Europei, ad agosto 2017, annuncia il ritiro dalla nazionale scozzese, concludendo l'esperienza dopo 11 anni, 133 presenze e 9 gol.

### Allenatrice
Nel 2021 dopo il ritiro dalle competizioni, ha assunto il ruolo di assistente sia nella nazionale scozzese che di Eileen Gleeson nel Glasgow City. Nel 2022 ha allenato la selezione under 16 della nazionale scozzese. A fine dicembre 2022 ha assunto il ruolo di allenatrice ad interim del Glasgow City in sostituzione di Gleeson, ruolo poi passato in forma permanente nel marzo 2023 grazie alle prestazioni convincenti della squadra in campionato.

## Palmarès

### Club

#### Competizioni nazionali
- Scottish Women's Premier League: 10

Glasgow City: 2007-2008, 2008-2009, 2009, 2010, 2011, 2012, 2013, 2014, 2015, 2016
- Scottish Women's Cup: 6

Glasgow City: 2009, 2011, 2012, 2013, 2014, 2015
- Scottish Women's Premier League Cup: 6

Glasgow City: 2008-2009, 2009, 2012, 2013, 2014, 2015